# Sostrato di Egina
Sostrato di Egina, figlio di Laodama (in greco antico: Σώστρατος?, Sóstratos; Egina, ... – VI secolo a.C.), è stato un mercante greco antico.
Sostrato fu uno tra i più ricchi mercanti greci, citato da Erodoto (IV, 152), i cui commerci si svolgevano soprattutto con Tartesso. Sempre Erodoto lo cita come uno dei mercanti che ha tratto più guadagno da un singolo viaggio. A lui è forse attribuibile una dedica ad Apollo Egineta rappresentata da un'epigrafe su un grande frammento litico di ancora rinvenuta presso il santuario di Gravisca.